# 울산 창평동 지석묘군
울산 창평동 지석묘군(蔚山 倉坪洞 支石墓群)은 울산광역시 북구 창평동에 있는 청동시대의 고인돌이다. 2000년 11월 9일 울산광역시의 기념물 제31호로 지정되었다.

## 개요
창평동 지석묘군은 창평동 난골마을 구릉에 1기, 경작지의 논두렁에 1기가 있으며, 서로 300m 간격으로 떨어져 있다. 덮개돌은 화강암으로 땅 위에 비스듬히 놓여 있는데 논두렁에 있는 것은 크기가 길이 210cm, 너비 210cm, 두께 90cm정도이며 받침돌은 보이지 않는다. 구릉에 있는 것은 길이 180cm, 너비 150cm, 두께 90cm정도이며, 받침돌로 추정되는 돌들이 덮개돌 아래에 깔려 있다. 내부 구조는 학술조사를 실시하지 않아 자세히 알 수 없다.
이 창평동 지석묘군은 청동기시대 창평동 일대의 정치·사회·문화 등을 연구할 수 있는 중요한 자료가 된다.

## 참고 문헌
- 창평동지석묘군 - 국가유산청 국가유산포털
- 창평동 지석묘군 - 울산 북구청